# Лард, Аллен
Аллен Э. Лард (англ. Allen E. Lard; 6 августа 1866, Лексингтон — 22 января 1946, Вашингтон) — американский гольфист, бронзовый призёр летних Олимпийских игр 1904.
На Играх 1904 в Сент-Луисе Лард участвовал в двух турнирах. В командном он занял 6-е место, и в итоге его команда стала третьей и получила бронзовые награды. В одиночном разряде он занял 29-е место в квалификации, но пройдя в плей-офф, дошёл только до одной восьмой финала.